# Wings of Tomorrow
Wings of Tomorrow ist das 1984 veröffentlichte zweite Studioalbum der schwedischen Band Europe.

## Hintergrund
Europe hatte 1983 ihr selbstbetiteltes Debütalbum veröffentlicht, nachdem die Gruppe durch die Teilnahme an einem Talentwettbewerb einen Plattenvertrag mit dem schwedischen Label Hot Records gewonnen hatte. Europe erreichte Platz acht der schwedischen Charts, außerdem wurde die Single Seven Doors Hotel ausgekoppelt. Eine Tournee führte die Gruppe durch Skandinavien und nach Japan, bevor sie mit den Arbeiten an ihrem zweiten Album begann.
Wings of Tomorrow wurde in den Polar Studios in Stockholm aufgenommen und von Leif Mases produziert. Das Album erschien am 6. März 1984, als Singles wurden die Titel Lyin’ Eyes, Dreamer, Stormwind und Dance the Night Away ausgekoppelt, die jedoch keinen Charterfolg verzeichnen konnten. Das Album verhalf Europe zum Durchbruch in Japan. Gründungsmitglied und Schlagzeuger Tony Reno soll dem Erfolg nicht gewachsen gewesen sein und wurde durch Ian Haugland ersetzt. Der Keyboarder Mic Michaeli wurde nach Veröffentlichung des Albums als festes Mitglied der Gruppe engagiert.

## Titelliste
1. 4:29 – Stormwind (Tempest)
2. 4:04 – Scream of Anger (Tempest, Jacobs)
3. 4:07 – Open Your Heart (Tempest)
4. 3:44 – Treated bad Again (Tempest)
5. 2:31 – Aphasia (Instrumentalstück) (Norum)
6. 3:57 – Wings of Tomorrow (Tempest)
7. 4:08 – Wasted Time (Tempest)
8. 3:45 – Lyin’ Eyes (Tempest)
9. 4:25 – Dreamer (Tempest)
10. 3:35 – Dance the Night Away (Tempest)

## Erfolge
Während sich keine der veröffentlichten Singles in den Hitlisten etablieren konnte, gelangte das Album auf Platz 20 der schwedischen Hitparade, in der es sich sechs Wochen halten konnte.